# Lákis Papastáthis
Lákis Papastáthis (en grec moderne : Λάκης Παπαστάθης), né en 1943 à Vólos en Grèce et mort le 8 mars 2023 dans la même ville, est un réalisateur de cinéma grec.

## Filmographie
- 1981 : When the Greeks
- 1987 : Theofilos (sur la vie du peintre naïf Theophilos Hadjimichail)
- 2001 : Le Seul voyage de sa vie (d'après l'œuvre de Georges Vizyinos)